# Chervettes
Chervettes foi uma comuna francesa na região administrativa da Nova Aquitânia, no departamento de Charente-Maritime. Estendia-se por uma área de 3,98 km². Em 2010 a comuna tinha 127 habitantes (densidade: 31,9 hab./km²).
Em 1 de janeiro de 2018, passou a formar parte da nova comuna de La Devise.